# Günter Ebert (Autor)
Günter Ebert (* 19. Februar 1925 in Meerane; † 17. Juli 2006 in Berlin) war ein deutscher Schriftsteller, Journalist und Literaturkritiker.

## Leben
Ebert, Sohn eines Stubenmalers und einer Hilfsarbeiterin, besuchte bis 1942 die Handelsschule. Anschließend wurde er Soldat und geriet in amerikanische Kriegsgefangenschaft, aus der er 1947 entlassen wurde. 1947/48 arbeitete er als Verwaltungsangestellter in Glauchau und 1948/49 als Kreisredakteur der Volksstimme. Von 1949 bis 1951 war er als Volksbuchhändler und 1951/52 als Redakteur in Berlin tätig (u. a. beim Sonntag). Im Jahr 1952 wurde er freischaffender Literaturkritiker. 1957/58 studierte er am Institut für Literatur „Johannes R. Becher“ in Leipzig. Ab 1964 lebte er in Neustrelitz. Ebert wurde 1970 zum Sekretär des Kuratoriums für Kinderliteratur der DDR berufen.
Günter Ebert galt als einer der renommiertesten Kenner der DDR-Krimi- und Kinderbuchliteratur. Seine Bibliothek mit 14.000 Titeln zu diesen Bereichen ist die wohl umfassendste erhaltene Bibliothek dieser Art. Als Kritiker schrieb er für den Sonntag, Die Weltbühne und die Freie Erde. Er war zeitweise Chefredakteur der Zeitschrift Natur und Heimat im Deutschen Kulturbund, zusammen mit Reimar Gilsenbach. 
Als Autor veröffentlichte Ebert mehrere Kinderbücher. Sein Buch Mein Vater Alfons wurde 1980 von der DEFA unter der Regie von Hans Kratzert verfilmt. 1984 schrieb Ebert das Drehbuch für den Fernsehfilm Das Puppenheim in Pinnow, der unter der Regie von Christian Steinke nach dem Roman von Joachim Wohlgemuth entstand.
In der DDR war Ebert Vorsitzender des Schriftstellerverbandes des Bezirkes Neubrandenburg und auch deren SED-Parteisekretär. Spätestens im Zuge der öffentlichen Diskussion über die Geschichte des Literaturzentrum Neubrandenburg wurde Ebert mit dem Ministerium für Staatssicherheit in Verbindung gebracht. Laut einer Studie der Berliner Germanistin Christiane Baumann soll er als Inoffizieller Mitarbeiter Neupeter die Schriftstellerin Brigitte Reimann bespitzelt haben. Joachim Walther verwies schon vorher auf eine langjährige, effiziente Tätigkeit nach der handschriftlichen Verpflichtung mit Klar- und Decknamen. Eber wurde 1968 mit dem Fritz-Reuter-Preis der DDR sowie 1978 mit dem Vaterländischen Verdienstorden in Bronze ausgezeichnet.
Eberts nach der Wende erschienener Roman Der Junge aus dem Henkerhaus über einen 1925 in Sachsen geborenen Freiwilligen der Waffen-SS wurde in einem Pseudoverlag der Frankfurter Verlagsgruppe veröffentlicht.

## Publikationen (Auswahl)
Monografien
- Von Kindern verstanden zu werden. Zum Leben und Werk von Alex Wedding. In: Derselbe (Herausgeber): Alex Wedding. Aus vier Jahrzehnten. Erinnerungen, Aufsätze und Fragmente. Zu Ihrem 70. Geburtstag herausgegeben von Günter Ebert. Kinderbuchverlag Berlin, Berlin 1975.
- Ansichten zur Entwicklung der epischen Kinder- und Jugendliteratur in der DDR von 1945 bis 1975 (= Studien zur Geschichte der deutschen Kinder- und Jugendliteratur, Band 8) Kinderbuchverlag, Berlin 1976.
- Mein Vater Alfons. Kinderbuchverlag, Berlin 1977.
- Das Atelierfest. Betrachtungen über die Kunst zu leben. Mitteldeutscher Verlag, Halle und Leipzig 1979.
- Eis für Hanka oder woher kommt die Milch? Junge Welt, Berlin 1980.
- Meine Freundin Katrin. Kinderbuchverlag, Berlin 1980.
- Männer, die im Keller husten. Ansichten zur Kriminalliteratur. Das Neue Berlin, Berlin 1987, ISBN 3-360-00147-8.
- Mein Onkel Odysseus. Kinderbuchverlag, Berlin 1987, ISBN 3-358-00945-9.
- Zeitzoll. Gedichte und Gedanken. NORA, Berlin 2003, ISBN 3-936735-57-3. (mit Bildern von Manfred Bofinger)
- Der Junge aus dem Henkerhaus. Cornelia-Goethe-Literaturverlag, Frankfurt 2004, ISBN 3-8267-5549-9.

Herausgeberschaften
- Alex Wedding. Aus vier Jahrzehnten. Erinnerungen, Aufsätze und Fragmente. Zu Ihrem 70. Geburtstag herausgegeben von Günter Ebert. Kinderbuchverlag Berlin, Berlin 1975.

## Filmografie (Auswahl)
- 1980: Desideria (Desideria: La vita interiore)
- 1984: Das Puppenheim in Pinnow

## Belege
1. ↑  Withold Bronner: “Der Vogel mit dem bunteren Gefieder. ”Redevielfalt als Maskerade in der Prosa Brigitte Reimanns., Dissertation an der Universität Tampere, 2001, S. 171
2. ↑  Joachim Walther: Sicherungsbereich Literatur. Schriftsteller und Staatssicherheit in der Deutschen Demokratischen Republik. Ch. Links, Berlin 1996, ISBN 3-86153-121-6; mit diversen Fundstellen sowohl unter Klar-, als auch unter Decknamen; insbes. S. 479.

| Personendaten    | Personendaten                                              |
| ---------------- | ---------------------------------------------------------- |
| NAME             | Ebert, Günter                                              |
| KURZBESCHREIBUNG | deutscher Schriftsteller, Journalist und Literaturkritiker |
| GEBURTSDATUM     | 19. Februar 1925                                           |
| GEBURTSORT       | Meerane                                                    |
| STERBEDATUM      | 17. Juli 2006                                              |
| STERBEORT        | Berlin                                                     |